# David Dinkins

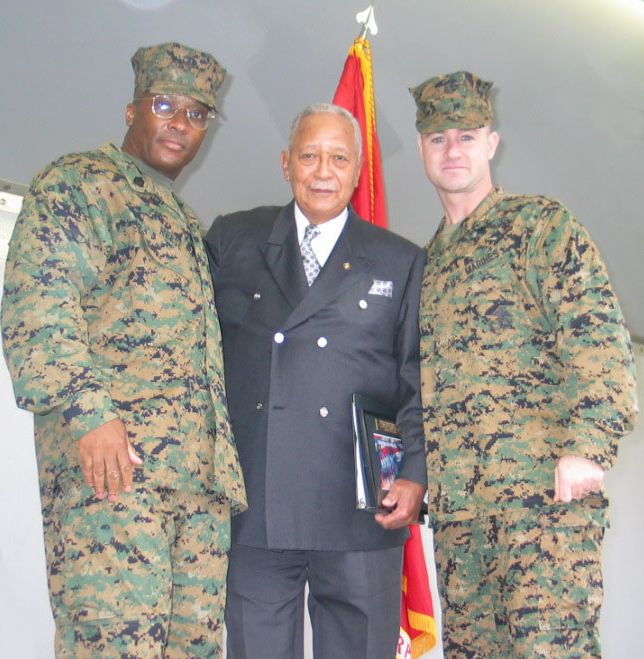
David Dinkins (i mitten).

David Norman Dinkins, född 10 juli 1927 i Trenton, New Jersey, död 23 november 2020 på Manhattan i New York, var en amerikansk demokratisk politiker, mest känd som borgmästare i New York 1990–1993. Han var den förste svarte borgmästaren i New York.
Dinkins avlade 1950 kandidatexamen i matematik vid Howard University.